# Tatyana Anisimova
Pour les articles homonymes, voir Anissimov.
Tatyana Anisimova (née le 19 octobre 1949) est une ancienne athlète représentant l'Union soviétique spécialiste du 100 mètres haies.

## Palmarès

### Jeux olympiques d'été
- Athlétisme aux Jeux olympiques de 1976 à Montréal, Canada
  -  Médaille d'argent sur 100 m haies

### Championnats d'Europe d'athlétisme
- Championnats d'Europe d'athlétisme 1978 à Prague, Tchécoslovaquie
  -  Médaille d'argent sur 100 m haies

### Championnats d'Europe d'athlétisme en salle
- Championnats d'Europe d'athlétisme en salle 1975 à Katowice, Pologne
  -  Médaille de bronze sur 60 m haies
- Championnats d'Europe d'athlétisme en salle 1981 à Grenoble, France
  -  Médaille de bronze sur 50 m haies